# Höpfingen
Höpfingen là một thị xã nằm ở huyện Neckar-Odenwald-Kreis, thuộc bang Baden-Württemberg, Đức.

## Hành chính
Thị xã bao gồm các thôn:
- Höpfingen
- Waldstetten

## Địa lí
Thị xã nằm trên sườn đông nam của dãy núi Odenwald. Một phần nơi đây là Công viên tự nhiên Neckartal-Odenwald, một trong những công viên quốc gia lớn nhất ở Baden-Württemberg.
Höpfingen nằm ở phần phía bắc của xã, có rừng, cánh đồng và đồng cỏ. Về phía nam, thôn Waldstetten nằm trong một thung lũng với một số con suối chảy qua.